# Alan Cox
Alan Cox (* 1968) je programátor, který se významně podílí na vývoji linuxového jádra už od jeho počátku v roce 1991. V době, kdy byl zaměstnán na koleji University of Wales ve Swansea, nainstaloval ranou verzi Linuxu na jeden ze strojů, patřící Swansea University Computer Society. Byla to jedna z prvních instalací Linuxu na vytíženou síť a odhalila mnoho chyb v síťovém kódu. Cox mnoho z těchto chyb opravil a rozhodl se přepsat velkou část síťového subsystému. Následně se stal jedním z hlavních vývojářů a správců jádra.
Staral se o starší větev (2.2.x) a o své vlastní verze z minulé stabilní větve (2.4.x) (označené písmeny „ac“ v čísle verze, např. 2.4.13-ac1). Tato větev byla velmi stabilní a obsahovala opravy, které šly přímo do distribučních jader. Byl běžně považován za „druhého velícího“ hned po samotném Linusi Torvaldsovi. Dnes jeho pozici „Linusovy pravé ruky“ zastoupil Andrew Morton.[zdroj?] Jeho obsáhlé a přátelské komentáře vedly mnohé programátory na linux kernel mailing listu. Alan byl dlouho zaměstnán u firmy Red Hat, nyní je zaměstnán u společnosti Intel a žije v Swansea ve Walesu se svou ženou Telsou Gwynne.
Byl hlavním vývojářem AberMUD, který napsal ještě za studií na University of Wales v Aberystwyth.
Dále se podílel na vývoji projektů GNOME a X.Org
Je zapáleným příznivcem programátorské svobody a přímým odpůrcem softwarových patentů, DMCA a CBDTPA. Na protest se vzdal členství v podskupině Usenixu a prohlásil, že nikdy nenavštíví Spojené státy ze strachu, že by byl stejně jako Dmitrij Skljarov uvězněn za porušení DMCA.
Na konferenci FOSDEM v Bruselu převzal v roce 2003 Award for the Advancement of Free Software (ocenění za rozvoj svobodného software) od Free Software Foundation.